# Apogonia assamensis
Apogonia assamensis är en skalbaggsart som beskrevs av Moser 1919. Apogonia assamensis ingår i släktet Apogonia och familjen Melolonthidae. Inga underarter finns listade i Catalogue of Life.